# Fernando Scheffer
Fernando Scheffer (Canoas, 6 april 1998) is een Braziliaanse zwemmer. Hij vertegenwoordigde zijn vaderland op de Olympische Zomerspelen 2020 in Tokio.

## Carrière
Bij zijn internationale debuut, op de wereldkampioenschappen kortebaanzwemmen 2016 in Windsor, strandde Scheffer in de series van de 100, 200 en 400 meter vrije slag.
Op de Pan-Pacifische kampioenschappen zwemmen 2018 in Tokio eindigde de Braziliaan als vierde op de 200 meter vrije slag en als zesde op de 400 meter vrije slag. Op de 4×200 meter vrije slag eindigde hij samen met Luiz Altamir Melo, Leonardo de Deus en Guilherme Costa op de vierde plaats. Tijdens de wereldkampioenschappen kortebaanzwemmen 2018 in Hangzhou eindigde hij als achtste op de 400 meter vrije slag. Samen met Luiz Altamir Melo, Leonardo Coelho en Breno Correia werd hij wereldkampioen op de 4×200 meter vrije slag.
In Gwangju nam Scheffer deel aan de wereldkampioenschappen zwemmen 2019. Op dit toernooi werd hij uitgeschakeld in de halve finales van de 200 meter vrije slag. Op de 4×200 meter vrije slag eindigde hij samen met Luiz Altamir Melo, João de Lucca en Breno Correia op de zevende plaats. Op de Pan-Amerikaanse Spelen 2019 in Lima veroverde de Braziliaan de gouden medaille op de 200 meter vrije slag en de zilveren medaille op de 400 meter vrije slag. Samen met Luiz Altamir Melo, João de Lucca en Breno Correia sleepte hij de gouden medaille in de wacht op de 4×200 meter vrije slag.
Tijdens de Olympische Zomerspelen van 2020 in Tokio behaalde hij de bronzen medaille op de 200 meter vrije slag. Op de 4×200 meter vrije slag eindigde hij samen met Murilo Sartori, Luiz Altamir Melo en Breno Correia op de achtste plaats.

## Internationale toernooien
| Jaar | Olympische Spelen                         | WK langebaan                              | WK kortebaan                                                | PanPacs                                                    | Pan-Amerikaanse Spelen                                |
| ---- | ----------------------------------------- | ----------------------------------------- | ----------------------------------------------------------- | ---------------------------------------------------------- | ----------------------------------------------------- |
| 2016 | geen deelname                             |                                           | 40e 100m vrije slag 25e 200m vrije slag 33e 400m vrije slag |                                                            |                                                       |
| 2017 |                                           | geen deelname                             |                                                             |                                                            |                                                       |
| 2018 |                                           |                                           | 8e 400m vrije slag · 4×200m vrije slag                      | 4e 200m vrije slag 6e 400m vrije slag 4e 4×200m vrije slag |                                                       |
| 2019 |                                           | 9e 200m vrije slag 7e 4×200m vrije slag   |                                                             |                                                            | 200m vrije slag · 400m vrije slag · 4×200m vrije slag |
| 2020 | Geen toernooien vanwege de coronapandemie | Geen toernooien vanwege de coronapandemie | Geen toernooien vanwege de coronapandemie                   | Geen toernooien vanwege de coronapandemie                  | Geen toernooien vanwege de coronapandemie             |
| 2021 | 200m vrije slag · 8e 4×200m vrije slag    |                                           | 13-18 december                                              |                                                            |                                                       |

## Persoonlijke records
Bijgewerkt tot en met 29 augustus 2021
Kortebaan
| Afstand         | Tijd    | Datum            | Plaats    |
| --------------- | ------- | ---------------- | --------- |
| 100m vrije slag | 47,31   | 29 augustus 2021 | Napels    |
| 200m vrije slag | 1.42,54 | 16 november 2020 | Boedapest |
| 400m vrije slag | 3.39,10 | 11 december 2018 | Hangzhou  |

Langebaan
| Afstand         | Tijd    | Datum         | Plaats         |
| --------------- | ------- | ------------- | -------------- |
| 100m vrije slag | 49,60   | 26 juni 2021  | Rome           |
| 200m vrije slag | 1.44,66 | 26 juli 2021  | Tokio          |
| 400m vrije slag | 3.47,99 | 21 april 2019 | Rio de Janeiro |